# 1-(2-Aminoéthyl)pipérazine
La 1-(2-aminoéthyl)pipérazine (également appelée moins précisément l'aminoéthylpipérazine) est un composé organique du groupe amine aliphatique utilisé pour réticuler les résines époxy et d'autres polymères ainsi qu'un intermédiaire dans l'industrie chimique. Une caractéristique remarquable de ce petit composé est qu'il ait chacun des trois types d'amines, primaire, secondaire et tertiaire.

## Synthèses
Dans l'industrie, l'aminoéthylpipérazine est préparé via une réaction du 1,2-dichloroéthane (dichlorure d'éthylène, ClCH2-CH2Cl) avec l'ammoniac, NH3. Le mélange est ensuite neutralisé avec de l'hydroxyde de sodium, NaOH, le sel NaCl éliminé et la N-aminoéthylpipérazine est séparée par distillation fractionnée selon un processus de fabrication complètement fermé.
L'aminoéthylpipérazine peut être préparée par hydrogénation catalytique du nitrilotriacétonitrile :
Une autre possibilité de synthèse est la réaction de l'éthanolamine et de la pipérazine.

### Production industrielle
La 1-pipérazine-éthanamine est répertoriée comme produit chimique à haut volume de production (HPV, de l'anglais High Production Volume) (65FR81686). Les produits chimiques répertoriés comme HPV sont produits ou importés aux États-Unis en plus de 1 million de livres (~ 450 000 tonnes) en 1990 et/ou 1994.
| Gamme de production par année en livre (lb av) | Gamme de production par année en livre (lb av) |
| année                                          | production                                     |
| ---------------------------------------------- | ---------------------------------------------- |
| 1986                                           | 1 million - 10 millions                        |
| 1990                                           | 10 millions - 50 millions                      |
| 1994                                           | 1 million - 10 millions                        |
| 1998                                           | 10 millions - 50 millions                      |
| 2002                                           | 1 million - 10 millions                        |

Le volume de production US agrandi est de 10 à <50 millions de livres.

## Utilisation
Dans l'industrie, la 1-(2-aminoéthyl)pipérazine est utilisé en tant que fluide fonctionnel dans des systèmes fermés, comme intermédiaire réactionnel et comme agent d'échange d'ions tandis que pour des usages plus consommateurs, elle est employée dans la production de papier et le retraitement des eaux.
L'aminoéthylpipérazine peut aussi réagir dans une réaction de polymérisation avec son groupe pendant amine primaire et avec son groupe amine secondaire dans le cycle. Elle est donc utilisée pour réticuler des résines époxy. La synthèse de polymères ramifiés (dendrimères) est également possible sur sa base.
En outre, la 1-(2-aminoéthyl)pipérazine est un intermédiaire précieux dans la production de polymères adhésifs thermofusibles ainsi que de produits chimiques tels que anthelminthiques, insecticides et huiles lubrifiantes à haute température, ainsi que réactifs pour d'autres produits issus de la réaction d'une pipérazine et d'alcool (en anglais alcohol-extended piperazines) ou d'une pipérazine et d'une amine (en anglais amine-extended piperazines).